# Гриноу, Хорейшо
Хоре́йшо Гри́ноу  (также Горацио Гриноу, 6.9.1805, Бостон, штат Массачусетс – 18.12.1852, Сомервилль, там же) — американский скульптор.

## Биография
Старший брат скульптора Ричарда Гриноу (встречается также написание Грино).  
С 1821 по 1825 год Гриноу учился в Гарвардском университете в Кембридже (штат Массачусетс). С 1825 по 1827 год жил в Италии, где изучал искусство античности и эпохи Возрождения. В Риме он познакомился с датским скульптором Бертелем Торвальдсеном и его учеником Пьетро Тенерани. В мае 1827 года Гриноу вернулся обратно в Бостон. В 1828 году он был выбран профессором скульптуры и почётным членом Национальной академии дизайна в Нью-Йорке. В октябре 1837 года Гриноу женился на уроженке Бостона дочери предпринимателя Луизе Гор (1812-1891). У них было три дочери.
Своими ранними тезисами об искусстве, архитектуре и дизайне Гриноу стал предвестником функционализма.
В 1843 году Гриноу был избран членом Американской академии искусств и наук. После продолжительного пребывания во Флоренции, он вернулся в 1851 году в США, чтобы создать по поручению Конгресса США для здания Капитолия скульптурную группу «Спасение».
4 декабря 1852 года Гриноу был доставлен в психиатрическую клинику в Сомервилле (штат Массачусетс), где он скончался от брюшного тифа 18 декабря 1852 года. 21 декабря 1852 года Гриноу был погребен на кладбище в Кембридже, в пригороде своего родного города Бостон.
Гриноу считается «первым американским скульптором». Он создал среди прочего конную статую Джорджа Вашингтона (1843).

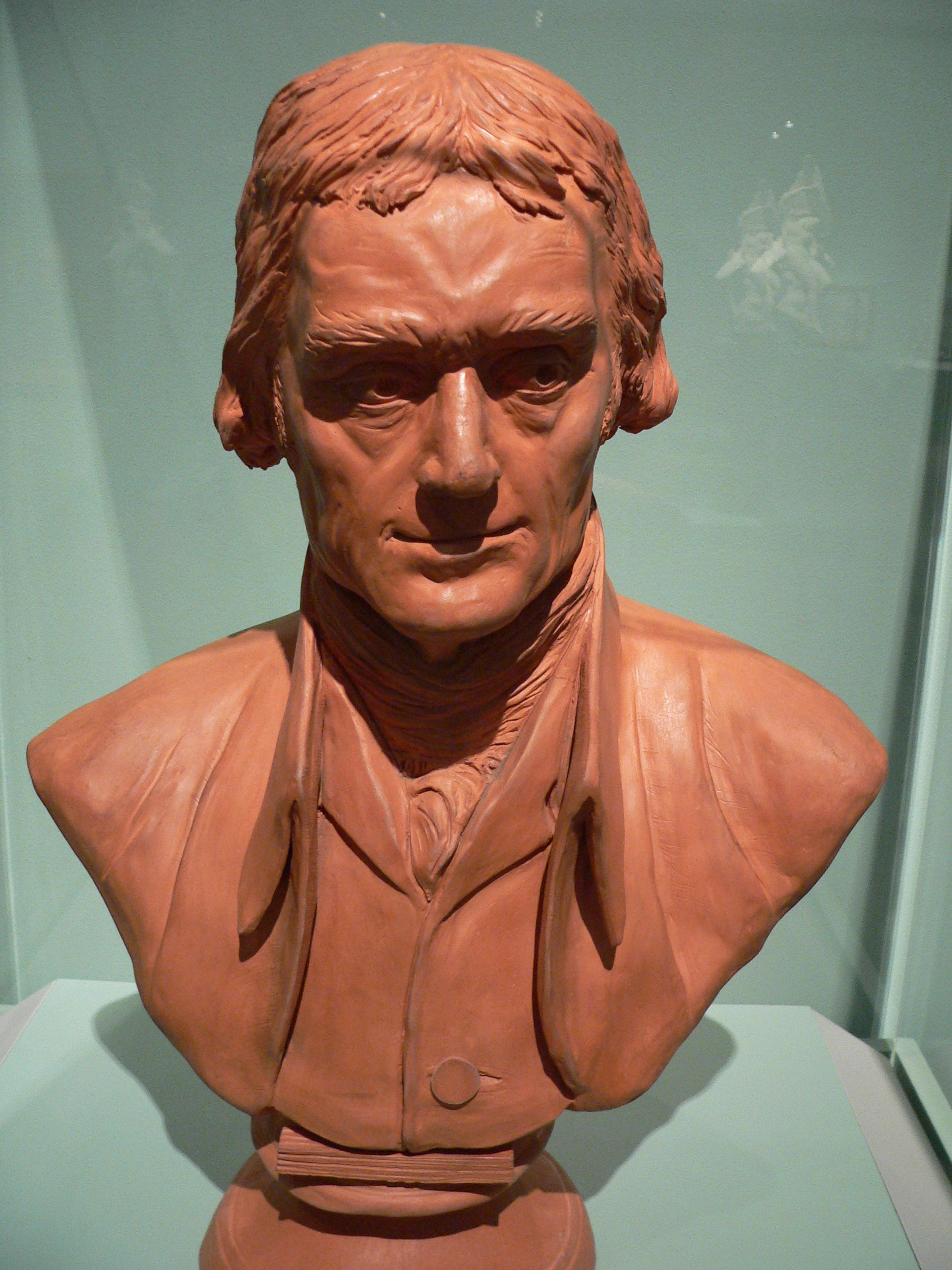
Бюст Томаса Джефферсона, 1823
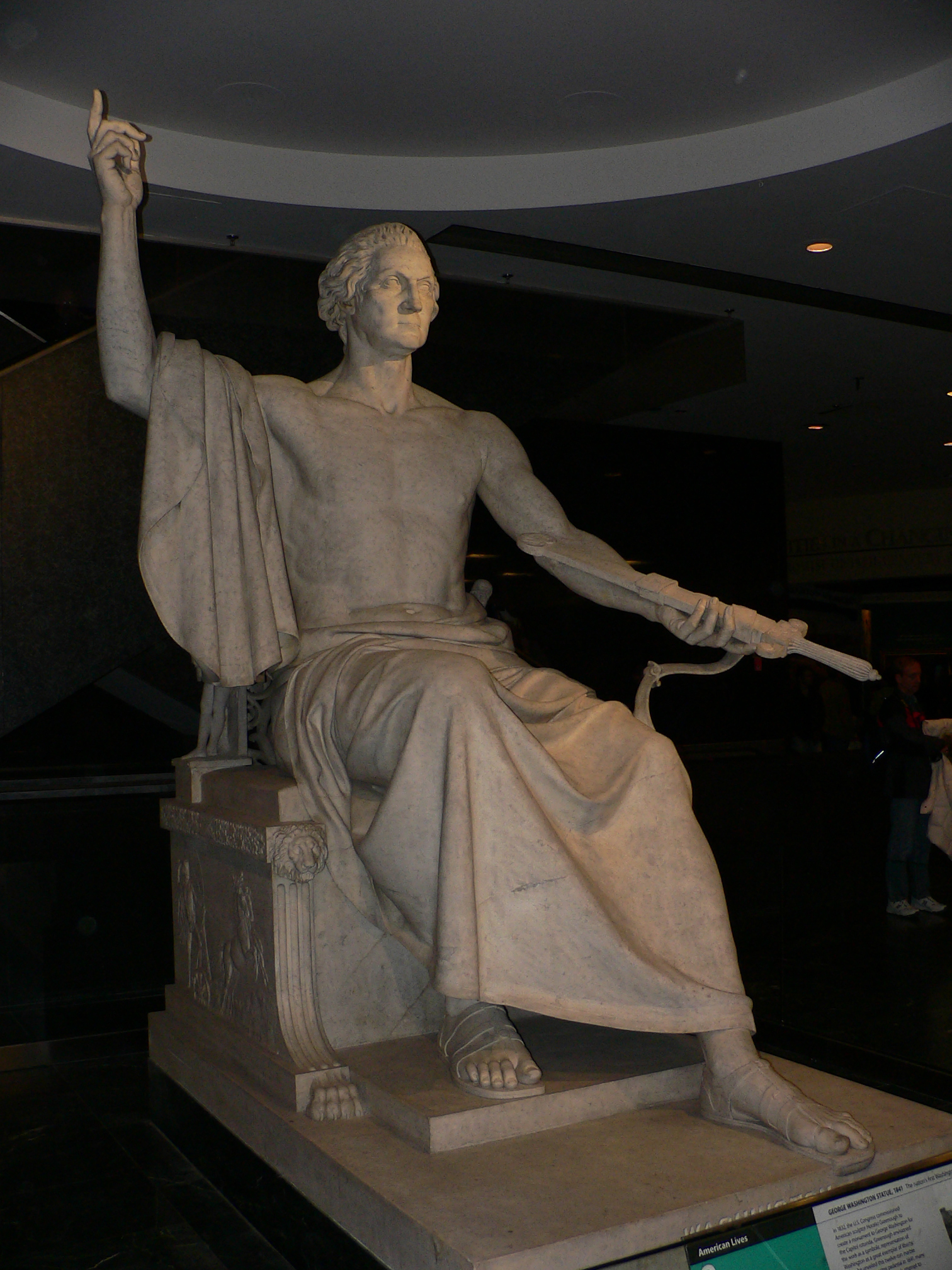
Статуя Джорджа Вашингтона, 1832–1840. Мрамор
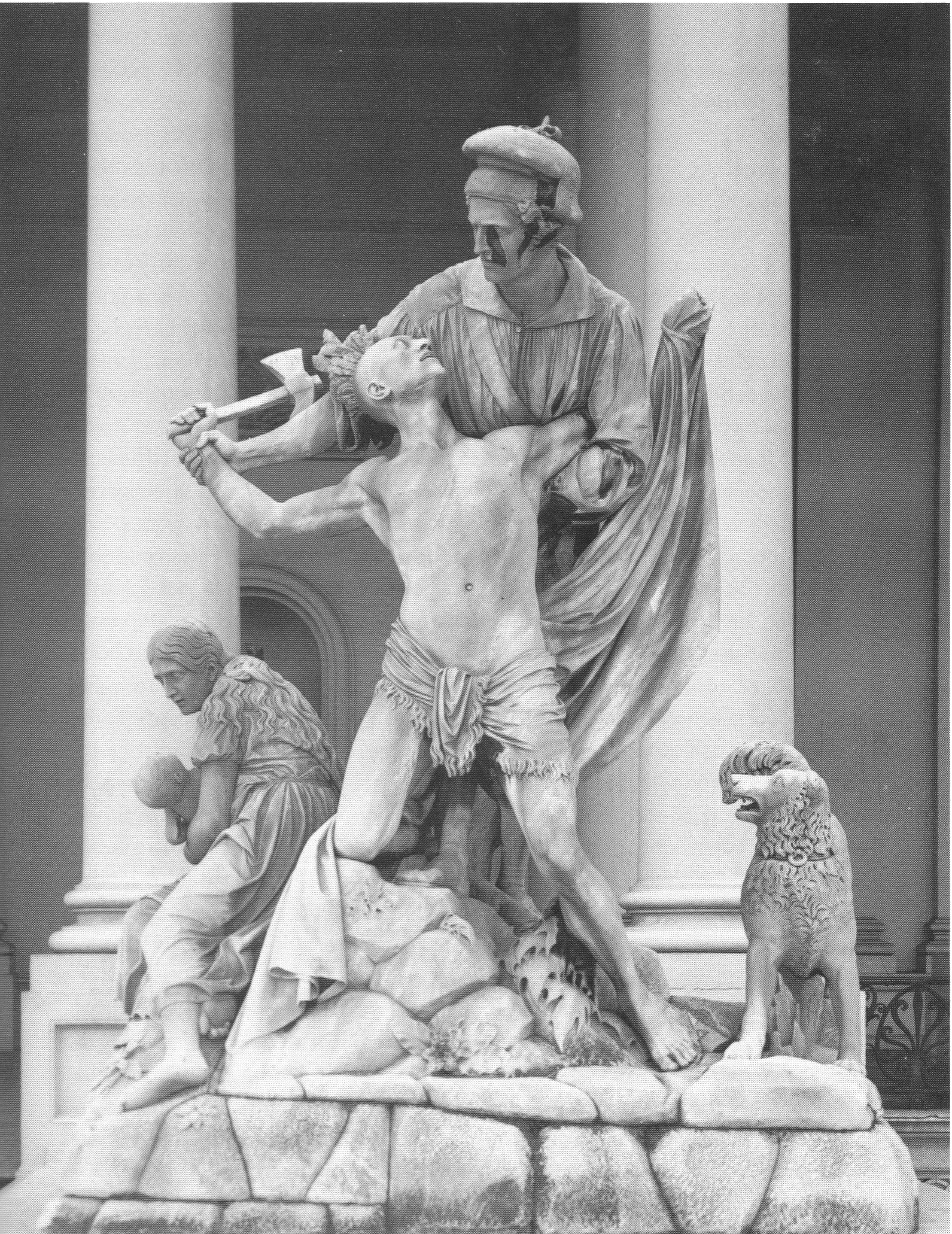
Скульптурная группа «Спасение», 1837–1850